# ユビサキ
「ユビサキ」は、2007年9月にリリースされた彩冷えるの通算13枚目のシングルである。発売元はSPEEDDISK。

## 解説
- 今作は5作振りに1タイプで発売された。
- 10000枚限定発売シングル。

## 収録曲
1. ユビサキ
(作詞：葵 / 作曲：夢人)
2. 鬼灯
(作詞：葵 / 作曲：夢人)